# Vachendorf

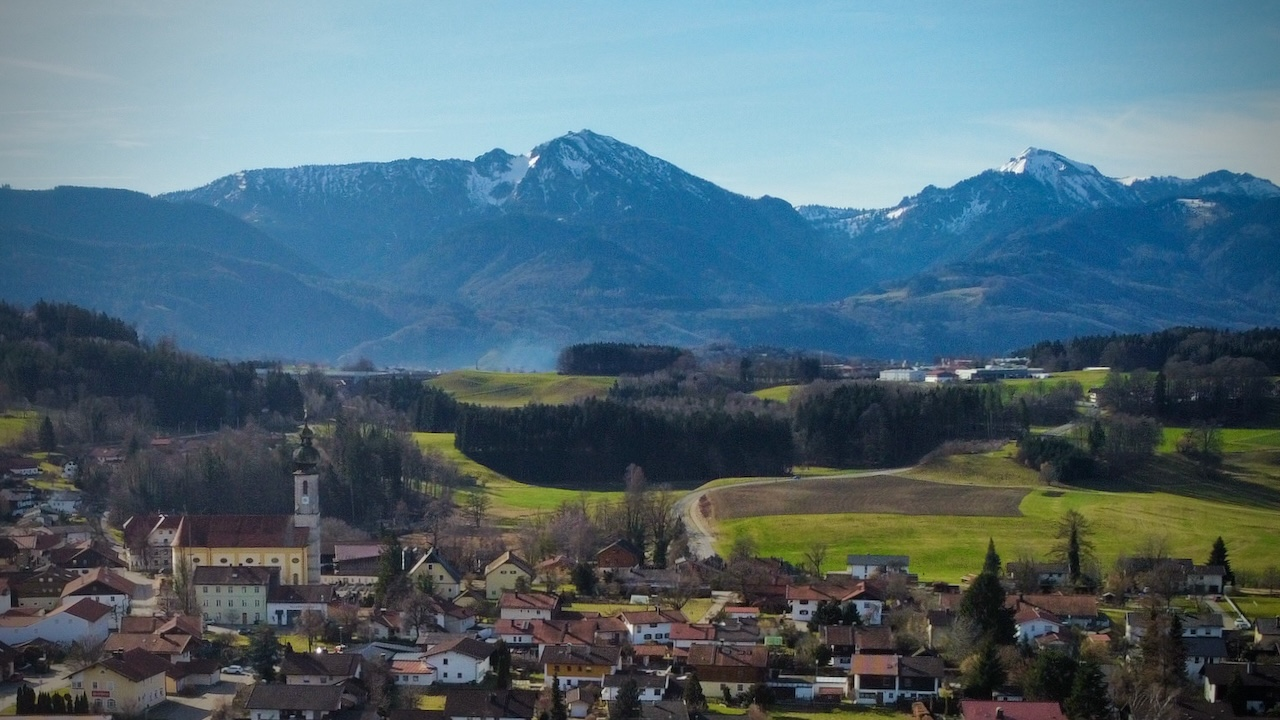
Vachendorf Luftaufnahme

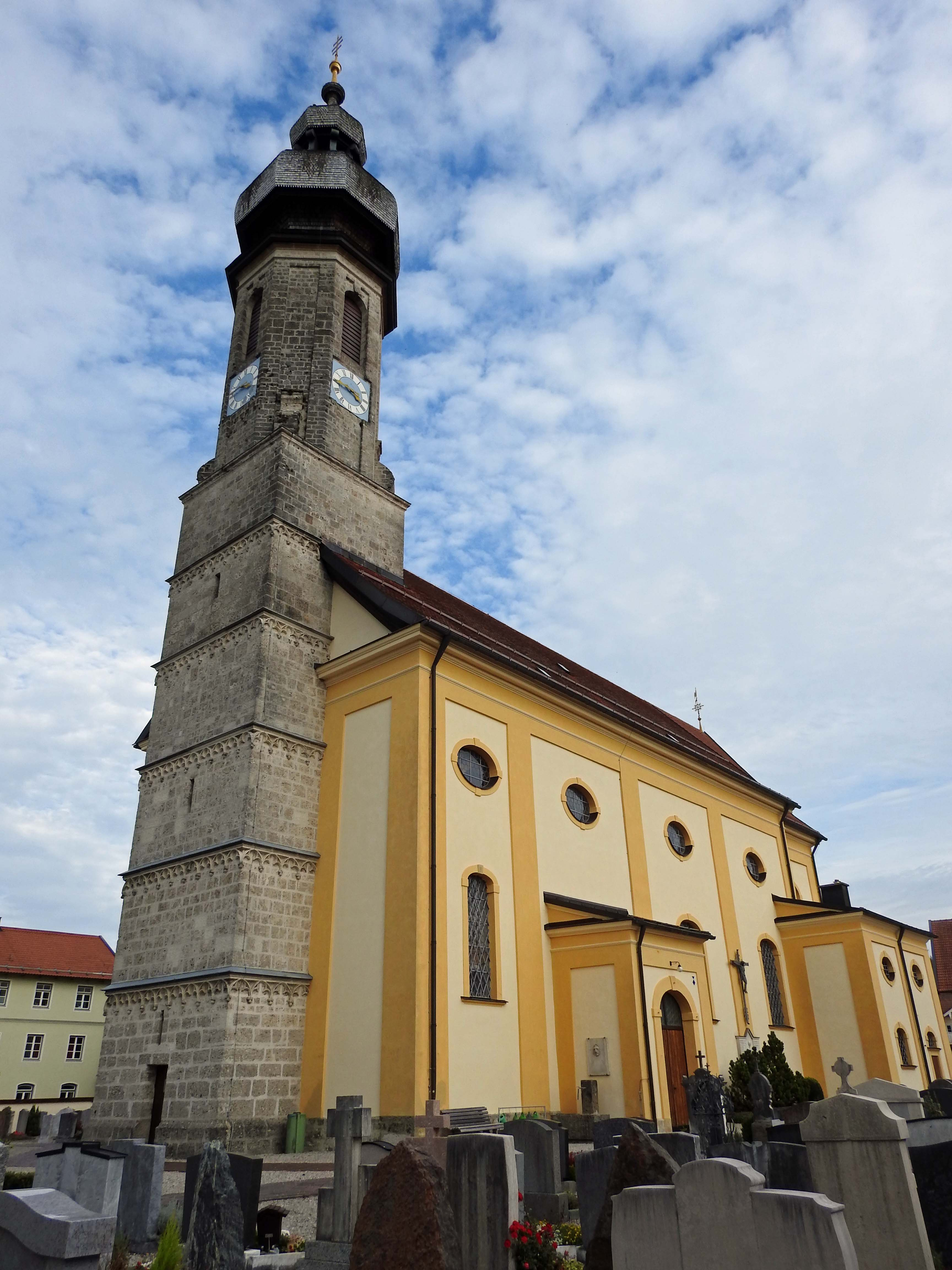
Kirche in Vachendorf

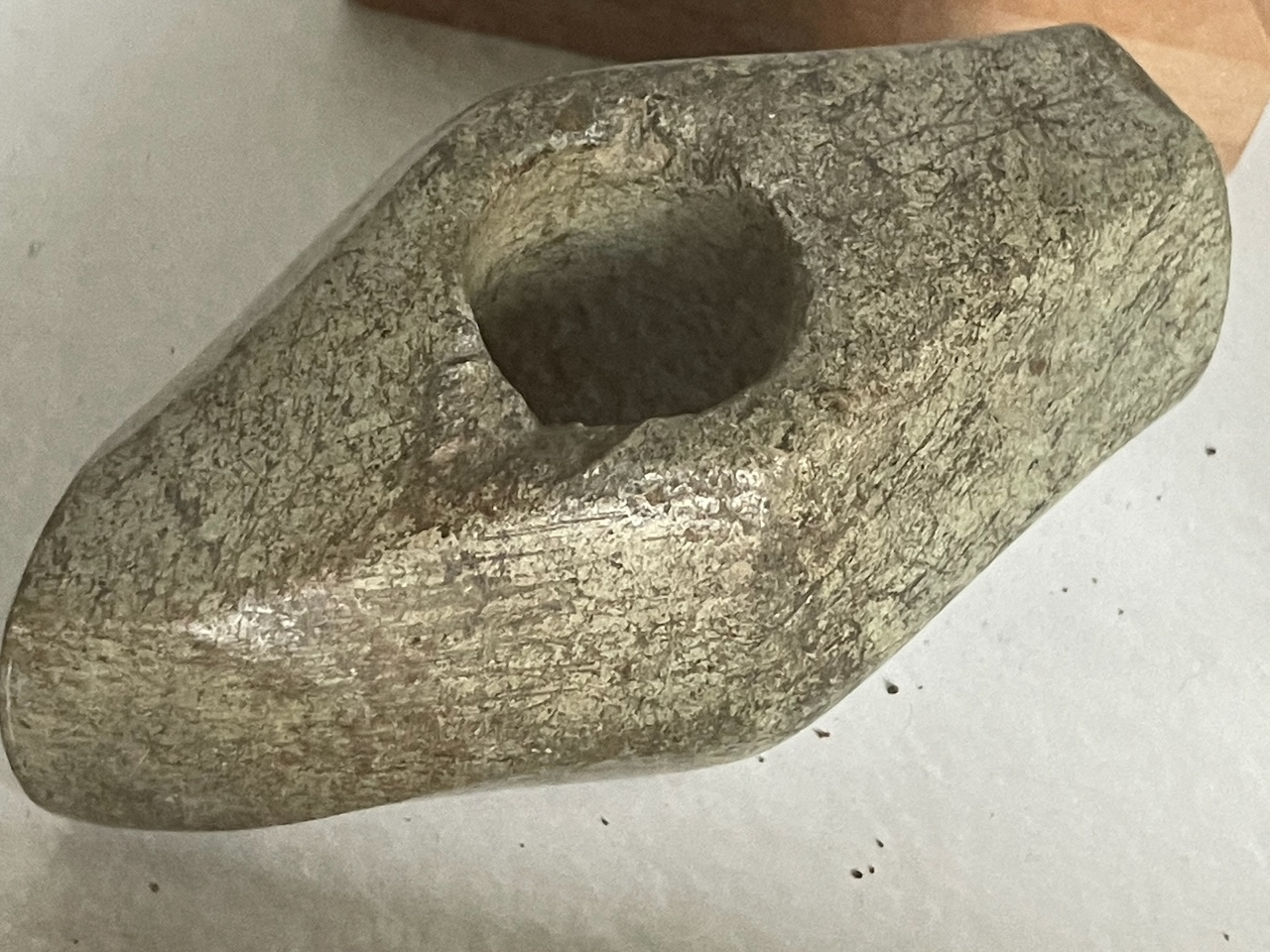
Jungsteinzeitliche faszettierte Hammeraxt aus Serpentin, ausgeackert in Wörglham

Vachendorf ist eine Gemeinde im oberbayerischen Landkreis Traunstein. Die Gemeinde ist Mitglied der Verwaltungsgemeinschaft Bergen.

## Geographie
Vachendorf liegt in der Planungsregion Südostoberbayern im Chiemgau.
Der Daxlberg und der Georgiberg befinden sich im Südosten und der Türlberg im Norden des Gemeindegebiets.
Das Gemeindegebiet von Vachendorf durchqueren der Fuschbach und der Iserbach.

## Gemeindegliederung
Es gibt 17 Gemeindeteile (in Klammern ist der Siedlungstyp angegeben):
- Alferting (Einöde)
- Büchling (Einöde)
- Einharting (Dorf)
- Geiselprechting (Weiler)
- Hasperting (Dorf)
- Hiensdorf (Dorf)
- Humhausen (Weiler)
- Lug (Einöde)
- Mühlbach (Weiler)
- Mühlen (Dorf)
- Schlecht (Einöde)
- Spielwang (Dorf)
- Stocka (Einöde)
- Vachendorf (Pfarrdorf)
- Wimpasing (Dorf)
- Wipfing (Weiler)
- Wörglham (Dorf)

Es gibt die Gemarkungen Haslach (Gemarkungsteil 2) und Vachendorf.

## Geschichte

### Bis zur Gemeindegründung
Die Besiedlung in der Gemeindemarkung geht bis in die prähistorische Zeit  zurück. Funde aus der Jungsteinzeit (neolithisches Steinbeil), aus der Bronze- und Eisenzeit lassen darauf schließen. Auch auf eine Besiedelung in der römischen Kaiserzeit gibt es Hinweise.
Die Ortschaft Vachendorf wurde erstmals urkundlich in den Breves Notitiae im Jahre 790 erwähnt ("Weifher schenkte seinen Besitz an Vachendorf"). Die erste urkundliche Bezeugung der Pfarrei Vachendorf erfolgte zwischen 1188 und 1191. Vachendorf gehörte zum Rentamt Burghausen und zum Landgericht Traunstein des Kurfürstentums Bayern und war Sitz einer Hauptmannschaft des Amtes Oberchiemgau, die die Orte Einharting, Geiselbrechting, Humhausen, Mühlbach, Mühlen, Spielwang sowie Hinter- und Vorderwipfing umfasste. Die Gemeinde Vachendorf entstand mit dem Gemeindeedikt in Bayern im Jahr 1818.

### Verwaltungsgemeinschaft
Vachendorf ging im Jahr 1978 mit der Nachbargemeinde Bergen eine Verwaltungsgemeinschaft ein, ist jedoch eine eigenständige Gemeinde geblieben.

### Eingemeindungen
Am 1. Mai 1978 wurde ein kleiner Teil der aufgelösten Gemeinde Haslach mit damals etwas mehr als 100 Einwohnern eingegliedert.

### Einwohnerentwicklung
Zwischen 1988 und 2018 wuchs die Gemeinde von 1504 auf 1847 um 343 Einwohner bzw. um 22,8 %.
| Stand     | 1961 | 1970 | 1987 | 1991 | 1995 | 2000 | 2005 | 2010 | 2015 | 2020 |
| --------- | ---- | ---- | ---- | ---- | ---- | ---- | ---- | ---- | ---- | ---- |
| Einwohner | 849  | 980  | 1481 | 1564 | 1726 | 1729 | 1805 | 1849 | 1827 | 1819 |

## Politik

### Gemeinderat
Die Gemeinderatswahl 2020 erbrachte folgende Sitzverteilung:
- CSU/Einigkeit Vachendorf (CSU/Einigkeit): 3 Sitze
- Sozialdemokratische Partei Deutschlands/Unabhängigeumweltbewusste Bürger (SPD/UUB): 5 Sitze
- Unabhängige Wählergruppe (UW): 4 Sitze

### Bürgermeister
1. Bürgermeister: Rainer Schroll (SPD); er wurde am 15. März 2020 mit 87,8 % der Stimmen wieder gewählt.
2. Bürgermeister: Josef Huber (UW)
3. Bürgermeister  Andreas Schroll

Die Gemeindesteuereinnahmen betrugen im Jahr 2007 550 T€, davon betrugen die Gewerbesteuereinnahmen (netto) 80 T€.

### Wappen
Das Gemeindewappen wurde von Karl Schefczik, Erlstätt, entworfen.
| | Blasonierung: „Geteilt von Grün und Silber; oben ein wachsendes silbernes Pferd, unten schräg gekreuzt zwei rote Lanzen, überdeckt mit einem roten Legionärsschild.“ |
| Wappenbegründung: Das wachsende silberne Pferd im oberen Feld bezieht sich auf die Kirche am Berg nahe Vachendorf, eine der oberbayerischen Schimmelkirchen, mit der eine der so genannten Schimmelsagen verbunden ist. Das Georgspatrozinium dieser Kirche weist auf eine frühe bajuwarische Besiedlung der Gegend hin. Die von einem Legionärsschild überdeckten gekreuzten Lanzen im unteren Feld versinnbildlichen den archäologisch bedeutsamen Fund eines römischen Militärdiploms in Geiselbrechting und die Tatsache, dass die Besiedlung der Gemeindemarkung bis in die römische Zeit zurückgeht. Wappenführung seit 1964 | |

## Bauwerke
- Pfarrkirche Mariä Himmelfahrt
- Filialkirche St. Georg am Berg
- Filialkirche St. Margarethen in Einharting
- Pestsäule an der Siegsdorfer Straße

## Wirtschaft und Infrastruktur

### Wirtschaft einschließlich Land- und Forstwirtschaft
Im Jahr 2022 erzielte Vachendorf Einnahmen aus der Gewerbesteuer in Höhe von 963 Tausend Euro. Mit einem Gewerbesteuerhebesatz von 340 % liegt die Gemeinde unter dem durchschnittlichen Gewerbesteuerhebesatz Deutschlands. Dieser beträgt 407 % (Stand: 2023).
Es gab im Jahr 2021 nach der amtlichen Statistik im Bereich der Land- und Forstwirtschaft keine, im produzierenden Gewerbe 64 und im Bereich Handel und Verkehr 45 sozialversicherungspflichtig Beschäftigte am Arbeitsort. In sonstigen Wirtschaftsbereichen waren am Arbeitsort 98 Personen sozialversicherungspflichtig beschäftigt. Sozialversicherungspflichtig Beschäftigte am Wohnort gab es insgesamt 717. Im verarbeitenden Gewerbe gab es keine Betriebe, im Bauhauptgewerbe drei Betriebe. Zudem bestanden im Jahr 2020 21 landwirtschaftliche Betriebe mit einer landwirtschaftlich genutzten Fläche von 711 Hektar, davon waren 160 Ackerfläche und 551 Dauergrünfläche.

### Bildung
Es gibt folgende Einrichtungen (Stand: 2022):
- 1 Kindertageseinrichtung: 97 genehmigte Betreuungsplätze, 82 betreute Kinder
- 1 Grundschule: vier Lehrkräfte, 78 Schülerinnen und Schüler

## Persönlichkeiten
- Johann Baptist Neumüller (1799–1840), Maler
- Franz Liebl (* 16. November 1912 in Luschnitz; † 3. April 1986 in Vachendorf), Ehrenbürger der Gemeinde, langjähriger Rektor der Grundschule Vachendorf, Heimatforscher
- Tobias Angerer (* 1977), ehemaliger Skilangläufer für den SC Vachendorf, Gesamtsieger 2006 und 2007 im Skilanglauf-Weltcup
- Armin Wirth (* 1971), mit seiner Dance All Day Musicvertriebs GmbH in Vachendorf ansässig
- Martina Hubbauer (Wurm), frühere deutsche Biathletin, Juniorenweltmeisterin
- Anja Hagenbucher, ehemalige Snowboarderin, Goldgewinnerin bei Europameisterschaften 1994